# كاميلي فيشباخ
كاميلي فيشباخ (بالفرنسية: Camille Fischbach)‏ هو لاعب كرة قدم فرنسي في مركز حراسة المرمى، ولد في 20 أبريل 1932 في Stiring-Wendel ‏ في فرنسا، وتوفي في 19 مارس 2020 في Ars-Laquenexy ‏ في فرنسا. لعب مع أولمبيك مارسيليا ونادي ساربروكن ونادي ميتز.

## وصلات خارجية
- كاميلي فيشباخ على موقع قاعدة بيانات كرة القدم.إي يو (الإنجليزية)